# 苏丹塔哈机场
苏丹塔哈机场是印度尼西亚占碑省占碑的一座机场，位于占碑近郊的帕尔梅拉镇。机场名称来源于末任占碑苏丹塔哈·赛义夫丁。

## 历史
荷兰殖民时代，机场名为帕尔梅拉机场。1950年代印尼独立后，占碑机场开始应用于民航领域，那时的机场跑道长宽为900m x 25m，砾石道面，可起降的最大机型为道格拉斯DC-3。1976年，机场跑道扩建到1,650m x 30m。1978年更名苏丹塔哈机场。1991年跑道延长到1,800米，2000年再次延长至2,000米。2007年1月1日，机场由交通部移交印尼第二机场公司管理，此时机场已可起降空客A320机型。2012年，机场跑道延长到2,400米长、45米宽。

## 设施

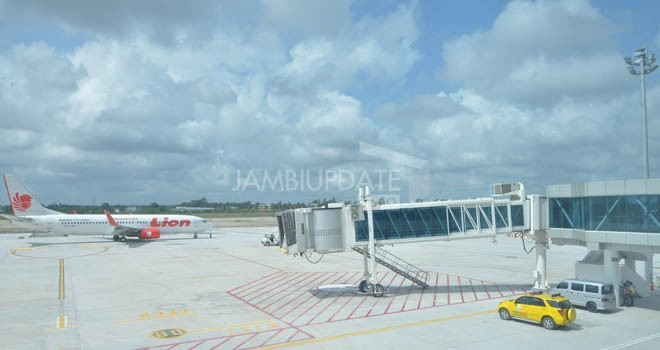
苏丹塔哈机场的停机坪

2011年12月12日，航站楼一期扩建工程奠基，航站楼的年旅客容量将达到150万人次。2011年的客运量已经达到100万人次，而航站楼的最大承载容量仅为30万人次。航站楼将从2,308平方米扩建至13,015平方米。新的航站楼在2015年9月27日揭牌启用。2016年7月21日启动航站楼二期扩建工程，航站楼面积将扩建到35,000平方米。目前的机场每天可起降23对航班，未来将增加到每天起降35对。航站楼和跑道的扩建工程造价达到1,260亿印尼盾
苏丹塔哈机场在2015年成为世界上第一个“动物园机场”，塔曼林巴动物园（Taman Rimba Zoo）距离机场的新航站楼仅900米远。

## 航空公司和目的地
| 航空公司                                      | 目的地                                         |
| --------------------------------------------- | ---------------------------------------------- |
| 巴泽航空                                      | 雅加达-苏哈                                    |
| 连城航空                                      | 雅加达-苏哈                                    |
| 嘉鲁达印尼航空                                | 雅加达-苏哈                                    |
| 加鲁达印尼航空 由探索航空和探索喷射机航空运营 | 巨港                                           |
| 狮子航空                                      | 巴淡岛、雅加达-苏哈、棉兰                      |
| 三佛齐航空                                    | 巴淡岛、雅加达-苏哈                            |
| 苏西航空                                      | 新及岛                                         |
| 飞翼航空                                      | 班达楠榜、棉兰、麻拉邦鄂、巴东、巨港、北干巴鲁 |

## 事故和事件
- 2008年8月27日，三佛齐航空62号班机一架波音737-200在占碑机场冲出跑道，事故中11人受伤，无人死亡，伤者包括被飞机冲撞到的一名农夫和他的家人。